# Гута-Кальна
Гута-Кальна (пол. Huta Kalna) — село в Польщі, у гміні Чарна Вода Староґардського повіту Поморського воєводства.